# 34200 Emmasun
34200 Emmasun este o planetă minoră (asteroid), cu un diametru de 2,19 km, din centura de asteroizi. A fost descoperită pe 25 august 2000 la Experimental Test Site⁠(d) de Lincoln Near-Earth Asteroid Research. 
Obiectul prezintă o orbită caracterizată de o semiaxă mare de 2,4139514 UAi, o excentricitate de 0,16, o înclinație de 2,92727 ° în raport cu ecliptica.